# Biota (ekologia)

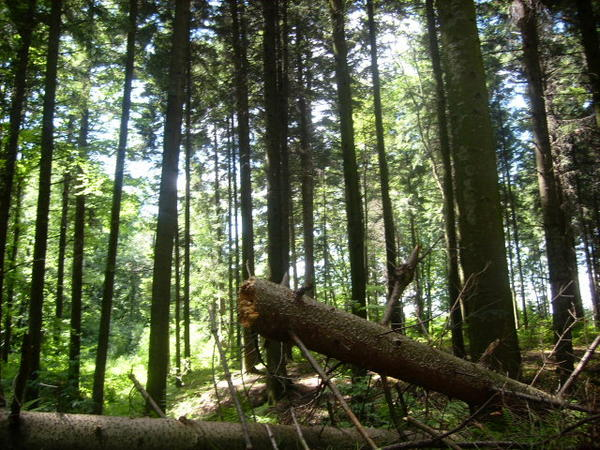
Las w Polsce

Biota – wszystkie organizmy danego regionu geograficznego w określonym czasie w dowolnym środowisku rozpatrywane niezależnie od powiązań ekologicznych.
W jej skład wchodzą np. przedstawiciele fauny i flory organizmów komórkowych (rośliny, zwierzęta, grzyby, bakterie, pierwotniaki itp.) oraz organizmów bezkomórkowych (np. wirusy).